# Alfred Göbel
Alfred Göbel (* 5. März 1963 in Galenberg) ist ein deutscher Jurist. Er ist seit dem 20. November 2014 Richter am Bundesgerichtshof.

## Leben und Wirken
Göbel trat nach Abschluss seiner juristischen Ausbildung 1994 in den Justizdienst des Landes Nordrhein-Westfalen ein und war zunächst beim Landgericht Bonn sowie als juristischer Mitarbeiter in der Verwaltungsabteilung des Oberlandesgerichts Köln eingesetzt. 1997 wurde er zum Richter am Landgericht Bonn ernannt. 2000 bis 2002 war er als wissenschaftlicher Mitarbeiter an das Bundesverfassungsgericht abgeordnet. 2003 erfolgte seine Ernennung zum Richter am Oberlandesgericht Köln. Seit 2010 war er zudem als stellvertretender Richter der Berufungskammer der Zentralkommission für die Rheinschifffahrt in Straßburg berufen. Göbel ist promoviert.
Das Präsidium des Bundesgerichtshofs wies Göbel zunächst dem vornehmlich für das Grundstücks- und Nachbarrecht zuständigen V. Zivilsenat zu.